# Basey
Basey is een gemeente in de Filipijnse provincie Samar op het gelijknamig eiland Samar. Bij de laatste census in 2007 had de gemeente ruim 48 duizend inwoners.

## Geografie

### Bestuurlijke indeling
Basey is onderverdeeld in de volgende 51 barangays:
| - Amandayehan - Anglit - Bacubac - Balante - Baloog - Basiao - Baybay - Binongtu-an - Buenavista - Bulao - Burgos - Buscada - Cambayan - Can-abay - Cancaiyas - Canmanila - Catadman | - Cogon - Del Pilar - Dolongan - Guintigui-an - Guirang - Iba - Inuntan - Lawa-an - Loog - Loyo - Mabini - Magallanes - Manlilinab - May-it - Mercado - Mongabong - New San Agustin | - Nouvelas Occidental - Old San Agustin - Palaypay - Panugmonon - Pelit - Roxas - Salvacion - San Antonio - San Fernando - Sawa - Serum - Sugca - Sugponon - Sulod - Tinaogan - Tingib - Villa Aurora |

## Demografie
Basey had bij de census van 2007 een inwoneraantal van 48.389 mensen. Dit zijn 4.580 mensen (10,5%) meer dan bij de vorige census van 2000. De gemiddelde jaarlijkse groei komt daarmee uit op 1,38%, hetgeen lager is dan het landelijk jaarlijks gemiddelde over deze periode (2,04%). Vergeleken met de census van 1995 is het aantal mensen met 8.275 (20,6%) toegenomen.

De bevolkingsdichtheid van Basey was ten tijde van de laatste census, met 48.389 inwoners op 513,01 km², 94,3 mensen per km².